# وپتون (آیووا)
وپتون (به انگلیسی: Wahpeton) شهری در ایالت آیووا کشور ایالات متحده آمریکا است که جمعیت آن در سرشماری سال ۲۰۱۰ میلادی، ۳۴۱ نفر بوده‌است.